# SMS Prinz Adalbert (1864)
Pour les autres navires du même nom, voir SMS Prinz Adalbert.
Le SMS Prinz Adalbert, est une frégate cuirassée (en allemand Panzerfregatte), construite à Bordeaux en 1863, qui a servi dans la Marine prussienne et la Marine impériale allemande  de 1866 à 1875. Il porte le nom de Heinrich Wilhelm Adalbert (1811-1873), prince et amiral de Prusse.

## Conception
Il a été conçu comme bélier cuirassé. En effet, l'artillerie étant trop peu efficace contre les navires cuirassés, il reprend l'idée de l'éperon.
Son artillerie était positionnée sur l'avant dans un pentagone blindé.

## Histoire
En 1863, l'empereur Napoléon III, qui soutenait les États confédérés d'Amérique, commande aux chantiers Arman (en) de Bordeaux, deux navires-béliers cuirassés, le Chéops et le Sphinx, officiellement pour le compte de l’Égypte. Le Consul général de l'Union des États-Unis, John Bigelow, découvre la supercherie, et le gouvernement français est obligé d'exiger la rupture du contrat.

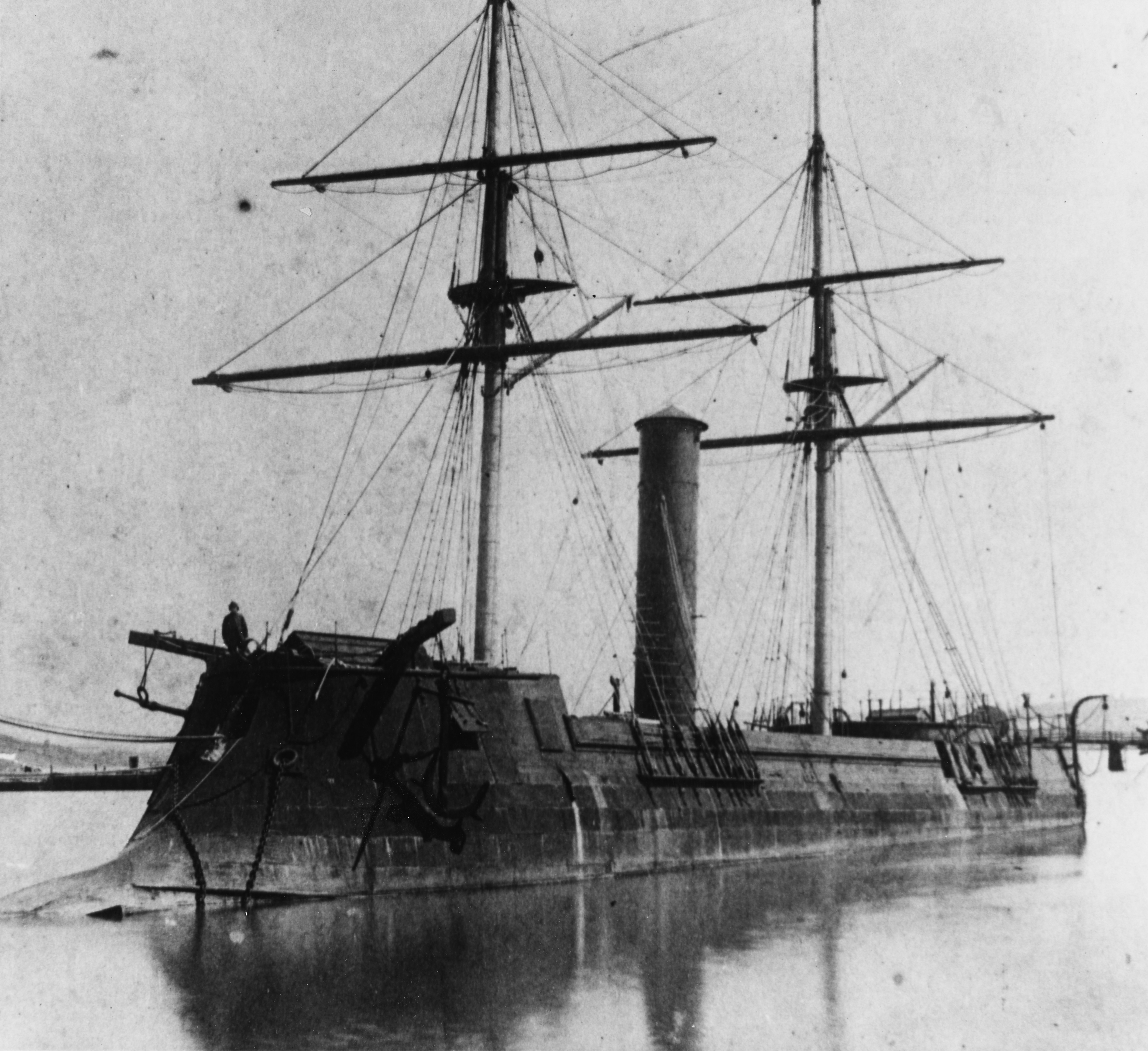
Le Kōtetsu, sister-ship du SMS Prinz Adalbert.

Lucien Arman arrive alors à vendre les deux navires au Danemark et à la Prusse, les deux nations étant en conflit l'une contre l'autre dans la guerre des Duchés. Le Sphinx est ainsi vendu au Danemark sous le nom de Staerkodder et le Chéops rejoint la Prusse et prend le nom de SMS Prinz Adalbert mais ne servit pas longtemps. Trop lent, il ne joua aucun rôle dans la guerre des Duchés, la Marine royale danoise dominant totalement la mer.
Dès octobre 1871 la structure en bois de la coque pourrissait. Il a été désarmé le 28 mai 1875 pour être démantelé en 1878 à Wilhelmshaven.